# Giselle González
Giselle González (Cidade do México, 31 de maio de 1969) é uma atriz e produtora de televisão mexicana.

## Filmografia
- Marea de pasiones (2024)
- Senda prohibida (2023)
- Mujer de nadie (2022)
- Imperio de mentiras (2020/21)
- Cuna de lobos (2019)
- Caer en tentación (2017/18)
- La candidata (2016/17)
- Yo no creo en los hombres (2014/15)
- Cachito de cielo (2012)
- Para volver a amar (2010)
- Alma de hierro (2008/09)
- Amor mío (2006/07)
- Clap... el lugar de tus sueños (2003/04)
- El juego de la vida (2001/02)
- Locura de amor (2000)
- Huracán (1997/98)
- La sombra del otro (1996)
- Baila conmigo (1992)
- Segunda parte de Alcanzar una estrella II (1991)